# Aleksandar Ranković
Aleksandar Ranković, född 28 november 1909 i Drazevac, Serbien, död 20 augusti 1983 i Dubrovnik, Kroatien, var en jugoslavisk kommunist av serbiskt ursprung, som anses ha varit den tredje mäktigaste mannen i Jugoslavien efter Josip Broz Tito och Edvard Kardelj.

## Biografi
Ranković föddes i byn Draževac nära Obrenovac i Serbien i en fattig familj. Han förlorade sin far vid en ung ålder men gick i gymnasiet i sin hemstad. Han flyttade till Belgrad för att arbeta och anslöt sig där till arbetarrörelsen. Han påverkades också av sina kollegor som då det kommunistiska partiet förbjöds, gav ut kommunistiska tidningar och litteratur vilka lästes av Ranković.
År 1928 gick han med i kommunistpartiet i Jugoslavien. Snart utsågs han till generalsekreterare i kommunisters förbund av ungdoms Jugoslavien(SKOJ) i Belgrad. Som ledare för den regionala kommittén för SKOJ publicerade han ett flygblad som delades ut i Belgrad och Zemun. Under tiden som flygbladet gavs ut, var en av hans medarbetare gripen och snart även Ranković i Belgrad i en olaglig lägenhet. Han dömdes till 6 års fängelse och avtjänade sitt straff i fängelser i Sremska Mitrovica och Lepoglava. 
Ranković släpptes 1935 och efter frigivningen tog han värvning i armén. Efter militärtjänsten arbetade han för arbetarrörelsen i Belgrad. Genom fackföreningarna återupptog han aktiviteten i det kommunistiska partiet. År 1936 blev han medlem i den regionala kommittén för Serbien och 1937 medlem av politbyrån i centralkommittén i kommunistpartiet.
Ranković deltog sedan i Titos gerilla under andra världskriget och spelade därefter en ledande roll vid kommunistregimens etablering. I maj 1944 skapade han OZNA, Partisanernas säkerhetsbyrå. Efter kriget blev han inrikesminister och chef för den militära underrättelsetjänsten UDBA, som hade ersatt OZNA. 
Allmänt ansedd som Titos efterträdare avskedades han dock 1966 från alla poster anklagad för maktmissbruk. Han tillbringade sina återstående år i politisk exil i Dubrovnik fram till sin död 1983.